# Aeroportul José Aponte de la Torre
Aeroportul José Aponte de la Torre (IATA: NRR, ICAO: TJRV, FAA LID: RVR) este un aeroport din Puerto Rico, Statele Unite ale Americii ce deservește zona Ceiba⁠(d). Aeroportul a fost tranzitat în septembrie 2020 de 3.603 pasageri.
Situat la o altitudine de 12 m, aeroportul dispune de 1 pistă.

## Infrastructură

### Piste
Aeroportul dispune de o singură pistă. Pista 07/25 are dimensiunile 11.000 picioare × 150 picioare. 